# Веном 2: Карнаж
«Веном 2: Карнаж» (англ. Venom: Let There Be Carnage) — американський супергеройський фільм, оснований на коміксах видавництва Marvel Comics про Венома, який виробляє Columbia Pictures спільно з Marvel. Поширена компанією Sony Pictures Releasing, вона покликана стати третім фільмом у Marvel Universe Sony та продовженням фільму «Веном» (2018). Режисер фільму — Енді Серкіс за сценарієм Келлі Марсель та зірки Тома Гарді в ролі Едді Брока / Венома, а також Вуді Харрелсон, Мішель Вільямс, Рейд Скотт та Наомі Гарріс.
Плани на продовження «Венома» розпочалися під час роботи над першим фільмом, і Гаррельсон знявся в ньому, коротко фігуруючи в ролі Клетуса Кесаді наприкінці «Венома» з наміром зіграти роль цього лиходія в потенційному продовженні. Робота розпочалася в січні 2019 року, і Марсель, як і режисер, підтвердили повернення. Серкіса найняли в серпні, а знімання почали в листопаді в Leavesden Studios в Англії.
Прем'єра стрічки в Україні відбулася 14 жовтня 2021 року у форматі 3D та IMAX 3D. Спершу вихід фільму планувався 1 жовтня 2020 року, проте був перенесений внаслідок пандемії коронавірусної хвороби.

## Синопсис
Над світом нависла загроза. Тандем Едді Брока та інопланетного симбіота Венома кидає свою силу проти нового ворога — нестримного монстра-вбивці Карнажа.

## Сюжет
У 1996 році в притулку для важких підлітків юний Клетус Кеседі закохується в Френсіс «Крик» Беррісон, яку пізніше забирають в Інститут Рейвенкрофт. При перевезенні вона використовує звукові надздібності і нападає на поліцейського Патріка Малліґана. Він стріляє Френсіс в око, але й сам отримує травму вуха. Малліґан вважає, що вбив Беррісон, але дівчину потім доставляють в захищену від її сил установу.
У сучасності тепер уже детектив Патрік Малліґан зв'язується з Едді Броком (героєм попереднього фільму) для створення репортажу про серійного вбивці-психопата Клетуса Кеседі, який відмовляється розмовляти з усіма, крім Брока, щоб передати зашифроване послання Френсіс. Завдяки уважності симбіота Венома в своєму тілі, Едді розкриває останній злочин Клетуса, що стає сенсацією. Тоді як Едді отримує славу, Веном розгніваний, що хазяїн забороняє йому їсти лиходіїв. Несподівано Веїнґ, його колишня дівчина, пропонує Едді зустрітися, але тільки для того, щоб повідомити про своє одруження з іншим.
Пригнічений Едді отримує листа від Кеседі, котрого засуджено до смертної кари через введення отрути. Злочинець розповідає про свою долю, кохання до Френсіс, і доручає саме Едді взяти останнє інтерв'ю. Коли вони зустрічаються, Кеседі провокує Венома в тілі Едді напасти на нього, і кусає Едді за руку, ковтаючи частину Венома. Роздумуючи над цим випадком, Веном хоче більшої свободи, вступає в суперечку з Броком і відділяється від його тіла. Веном вселяється в різних людей, шукаючи собі гідного носія.
Страта Кеседі провалюється, оскільки проковтнута частина симбіота розвивається в червоного симбіота Карнажа. Злившись із ним, Кеседі втікає з в'язниці, звільняючи ув'язнених і вбиваючи охоронців, включно із начальником в'язниці. Кеседі укладає з Карнажем угоду: симбіот допомагає Кеседі витягнути Френсіс з Рейвенкрофта, а Кеседі допомагає Карнажу вбити Венома.  Кеседі звільняє Френсіс із Рейвенкрофта, і разом вони спалюють свій старий притулок. Малліґан повідомляє Едді про ситуацію, що склалася.
Малліґан з підозрою ставиться до Едді через його спілкування з Кеседі перед появою Карнажа, тому забирає Брока до поліцейської дільниці. Брок відмовляється давати свідчення і зв'язується з Енн в ролі свого адвоката. Едді розповідає Енн, що він розділився з Веномом і що потребує симбіота для битви з Карнажем. Веном у Сан-Франциско перестрибує з тіла на тіло, вчиняючи різні хуліганства, але Енн знаходить його і переконує пробачити Едді. За допомогою Венома вона витягує Брока з поліцейської дільниці. Едді і Веном миряться і знову об'єднуються.
Кеседі бере в заручники Малліґана, а Беррісон захоплює Енн. Крик дає Дену інформацію про місцезнаходження Енн, а той передає все Броку. Кеседі і Беррісон планують одружитися в соборі, куди добирається Веном і починає битву з Карнажем. Беррісон, схоже, вбиває Малліґана скинувши його на риштування. Веном марно намагається здолати Карнажа, який виявляється сильніший і спритніший завдяки своєму жорстокому носієві. Тоді Веном користується винахідливістю: він провокує Френсіс знову використати свої сили, звуковий удар змушує обох симбіотів відокремитися від носіїв, а падаючий дзвін собору вбиває Френсіс. Карнаж знову намагається вселитися в Кеседі, але Веном, що встиг з'єднатися з Броком, з'їдає ворожого симбіота. Кеседі благає Едді залишити його в живих, кажучи, що він тільки його дружби шукав, але Брок дозволяє Веному обезголовити Кеседі.
Едді, Веном, Енн і Ден тікають, а очі все ще живого Малліґана спалахують блакитним кольором, натякаючи на зараження симбіотом. Брок і Веном вирішують втекти до тропіків, щоб обміркувати свої подальші дії. Удвох вони планують вирушити туди, де потрібен захисник.
У сцені після титрів Едді і Веном дивляться телевізор у готелі. Веном пропонує поділитися своїми знаннями про всесвіт, але на подив обох, вони переносяться в незнайому кімнату, де бачать телерепортаж Джея Джона Джеймсона, який розкриває, що Людина-павук — це Пітер Паркер.

## У ролях
- Том Гарді — Едді Брок / Веном: журналіст-розслідувач, який є господарем чужоземного симбіоту, який нав'язує йому надлюдські здібності та жорстоке альтер-его: Веном

- Вуді Гаррельсон — Клетус Кеседі / Карнаж: серійний вбивця, який також стає господарем інопланетного симбіота — «сина» Венома Карнажа

- Мішель Вільямс — Енн Вейнінг[ru]: окружний прокурор та колишня наречена Едді

- Рейд Скотт — Ден Льюїс: Лікар і хлопець Анни

- Наомі Гарріс — Френсіс Берісон / Крик: любовний інтерес Кессіді, яка має здібності до надгучного крику

- Стівен Грем — Патрік Малліган: поліцейський, який працює над справою Кеседі

## Виробництво

### Планування
Під час тривалої розробки фільму «Веном» 2018 року персонаж Кернаж повинен був з'явитися як антагоніст. Під час передпродукції цього фільму творча команда вирішила не включати персонажа, щоб вони могли зосередитись на представленні головних героїв, Едді Брока та Венома. Режисер Рубен Флейшер вважав, що залишення найбільш грізного лиходія Венома на продовження дасть франшизі «куди поїхати» і буде природним наступним кроком, тому вирішили ввести Кернадж у сцену середніх кредитів наприкінці першого фільму з наміром показати його в потенційному продовженні. Флейшер хотів зняти Вуді Гаррельсона в ролі, відчуваючи, що між персонажем та виступом Гаррельсона у «Народжених убивцях» (1994) з'явився «природний зв'язок», і попросив Гаррельсона, поки пара обговорювала продовження свого фільму «Зомбіленд» (2009). Після зустрічі з Флейшером і Томом Харді, які зображують Брока і Венома, на вечерю Гаррельсон погодився взяти участь у цьому. Гаррельсон описав своє рішення як закрутку кісток, оскільки не зміг прочитати сценарій для продовження, перш ніж підписатися на перший фільм. У серпні 2018 року, в переддень випуску Venom ' Hardy підтвердив, що він підписав контракт на зірки в двох продовженнях.
Наприкінці листопада 2018 року Sony дала 2 жовтня 2020 року дату випуску без назви продовження Marvel, яке, як вважалося, «Веном 2», яке поставить фільм у ті ж часові рамки випуску, що і перший Venom; Аналітики каси, до того часу вважали, що «Веном» був досить успішним, щоб гарантувати продовження. Через місяць письменник Venom Джефф Пінкнер підтвердив, що продовження «відбувається», але він не був причетний до його написання в той момент. Флейшер повторив це, сказавши, що він не може обговорити продовження, але побачив перший фільм, як Брок і Веном «збираються разом. Отже, є природна еволюція від цього до [продовження, де це], як, добре, а тепер як це жити разом? Це ніби бромантичний рід відносин». У січні Келлі Марсель підписала «значну» угоду з компанією Sony щодо написання та виконавчої продюсери, також працюючи над сценарієм першого фільму. Це стало офіційним початком роботи над фільмом для студії, і було виявлено поряд із підтвердженням того, що Аві Арад, Метт Толмач та Емі Паскаль повернулися як продюсери. Гарді та Харрелсон також повинні були повернутися до продовження разом з Мішель Вільямс у ролі любовного інтересу Брока Енн Вейнг. На фільм не було підтверджено жодного режисера, і Sony розглядала можливість заміни Флейшера через його зобов'язання перед «Вітаємо у Зомбіленді 2» (2019) хоча він все ще мав намір брати участь у «Веном 2».
Наприкінці липня 2019 року Sony сподівалася, що знімання розпочнеться в листопаді, і він зустрівся з кількома кандидатами на заміну Флейшера на посаду режисера, оскільки він все ще завершував роботу над «Вітаємо у Зомбіленді 2» в той час; режисери, з якими зустрічалися студії, включають Енді Серкіс, Травіс Найт та Руперт Ваятт. Соні також був зацікавлений у режисурі фільму Руперта Сандерса, але це «не вийшло». Серкіс на початку серпня підтвердив, що він обговорював проєкт із Sony, і це «можливо, що може статися» незадовго до того, як його офіційно найняли для режисера фільму. Серкіса частково прийняли на роботу завдяки досвіду роботи з CGI та технологією захоплення руху як актора, так і режисера. Обговорюючи фільм незабаром після його найму, Серкіс сказав, що Харді тісно співпрацював з Марселем над сценарієм продовження.

### Передвиробництво
У вересні 2019 року, як виявилося, Хатч Паркер приєднався до продовження як продюсер декількома місяцями раніше. Друг голови Sony Pictures, Том Ротман, Паркер раніше служив продюсером декількох фільмів на базі Marvel, випущених компанією 20th Century Fox. Тоді, як очікувалося, Рейд Скотт також репресував свою роль з першого фільму. У середині жовтня Флейшер заявив, що радий дозволити Серкісу взяти на себе франшизу після негативної критичної реакції, яку отримав перший фільм, вважаючи, що рецензенти несправедливо поставилися до «переповненого фільму», що може бути пов'язано з упередженнями щодо Sony та щодо Marvel Супергероїчні фільми студій. До того часу, як очікувалося, персонаж Шрік з'явиться у продовженні як любовний інтерес до Кернадж та другорядного лиходія фільму. Кастинг проводився для персонажа, і поле для ролі в цей час розширювалося, і багато різних актрис розглядали роль. Через кілька днів Наомі Харріс вступила в переговори про приєднання до фільму як Крик.

### Фільмування
Основна фотографія розпочалася 15 листопада 2019 року в Leavesden Studios в Хартфордширі, Англія, під робочою назвою Fillmore. Роберт Річардсон виступає кінематографістом фільму, возз'єднавшись із Серкісом після того, як вони спільно працювали над «Дихай» (2017). У грудні Харріса було підтверджено, що він приєднався до фільму, коли Стівена Гремама зняли у нерозкритій ролі. Толмач заявив, що є ймовірність, що продовження може бути оцінено R за успіхом аналогічного Джокера з рейтингом R (2019), а також попередніх успішних фільмів про комікси з R-рейтингом, таких як «Дедпул» (2016) та «Лоґан» (2017). Однак Толмач попередив, що рейтинг PG-13 першого Venom призвів до успіху каси, і вони не будуть шукати змінити тон франшизи просто тому, що це працювало для інших. Толмах додав, що найбільший урок, отриманий з першого Венома, полягав у тому, що шанувальники любили стосунки між Броком та Веном, а продовження більше зосередиться на двох персонажах.

## Випуск
Фільм був запланований до виходу в США на 2 жовтня 2020 року, але через пандемію нової коронавірусної хвороби прем'єра була перенесена на 25 червня 2021 року, потім на 24 вересня а ще потім на 15 жовтня 2021 року. Після успіху в прокаті «Шан-Чі та Легенда Десяти Кілець» Sony перенесла дату виходу «Веном 2: Карнаж» в США на два тижні до дати 1 жовтня.

## Триквел
У серпні 2018 року Гарді підтвердив, що також підписався на участь у третьому фільмі про Венома.